# Wussow

Herb Wussow I

Herb Wussow I odmienny

Herb Wussow II

Herb Wussow III

Wussow (Wossow, Wossowe, Ossowski, Księżyc odmienny) – kaszubski herb szlachecki, według Przemysława Pragerta odmiana herbu Księżyc.

## Opis herbu
Herb znany w przynajmniej czterech wariantach. Opisy z wykorzystaniem tradycyjnych zasad blazonowania:
Wussow I (Wossow, Ossowski, Księżyc odmienny): Tarcza dwudzielna w pas, w polu górnym, błękitnym, półksiężyc z twarzą złoty, nad którym trzy takież gwiazdy w pas (środkowa nieco niżej); w polu dolnym, srebrnym, trzy minogi błękitne jeden nad drugim (także w lewo). Klejnot: nad hełmem bez korony trzy pióra strusie, srebrne między błękitnymi. Labry błękitne, podbite srebrem.
Wussow I odmienny (Wossow, Ossowski, Księżyc odmienny): Brak podziału tarczy, pole całe srebrne, minogi w słup, jeden obok drugiego.
Wussow II (Wossow, Wossowe): Sama tarcza. W polu trzy minogi (węgorze) w słup, obok siebie, nad każdym po gwieździe.
Wussow III: W polu srebrnym trzy śledzie błękitne jeden nad drugim. W klejnocie nad hełmem bez korony ogon pawi. Labry błękitne, podbite srebrem.

## Najwcześniejsze wzmianki
Wariant podstawowy pojawił się na mapie Pomorza Lubinusa z 1618, a następnie w Nowym Siebmacherze oraz u Żernickiego (Der polnische Adel, Die polnischen Stamwappen). Równie powszechny był wariant odmienny. Wymieniony został w herbarzach Bagmihla (Pommersches Wappenbuch), Ledebura (Adelslexikon der Preussiche Monarchie von), Siebmachera i Cramera (Geschichte der Lande Lauenberg und Bütow). Wariant II pochodzi z pieczęci Hansa Wossowe z 1528, zaś przytacza go Bagmihl. Podobny herb (ale środkowa gwiazda wyżej) pojawił się na pieczęci Matiasa Wossowe z tego samego okresu. Wariant III pochodzi z nieokreślonego starego herbarza, przytacza go Siebmacher.

## Rodzina Ossowskich
Istniało kilkanaście rodzin szlacheckich tego nazwiska, z czego dwie na terenie Kaszub. Herbu z minogami używali Ossowscy z ziemi lęborskiej, nazwisko biorący od wsi Osowo Lęborskie. Pierwsza wzmianka o rodzinie pochodzi z 1492 (Claus Wussow). Kolejne wzmianki zanotowano w latach 1494, 1507 (Nikolaus von Wussow, zapewne tożsamy z poprzednim), 1523 (Merten Wussow), 1527 (Martin, Gregor, Hans i Jacob Wussow, synowie braci Clausa i Jaśka w Osowie i Jasieniu), 1575 (Bartlemes Wussow w Osowie i Dziechlinie), 1606 (Hans, Siegemund, Lorenz z linii osowskiej i Hans, Lorenz i Hans z linii jasieńskiej), 1628 (Lorentz Wussow z Jasienia, Lorenz i Hans Wussow z Osowa), 1648 (brak wzmianek w Osowie, Piotr Ossowski i Pani Ossowska w Jasieniu), 1658 (Hans Jürgen Wussow z Jasienia, Paul Bertram Wossow, wojskowy szwedzki). W rękach Ossowskich, oprócz wymienionych wsi, pozostawały jeszcze inne, w różnych okresach. Należą tu m.in.: Wicko, Unieszynko, Lędziechowo, Mydlita, Osówko, Karwno, Kozy, Kozin i Pogorzelice. Ossowscy pełnili funkcje urzędnicze w swojej okolicy oraz służyli w armii pruskiej. Znani przedstawiciele to m.in.:
- Nikolaus von Wussow, ławnik sądu lęborsko-bytowskiego na przełomie XV i XVI wieku,
- Paweł Ossowski, pełniący ten sam urząd w latach 1652–54, poseł z powiatu lęborsko-bytowskiego,
- Jan Jerzy (1625/30-przed 1680), pełniący ten sam urząd w latach 1662–80,
- Jan Jerzy (1683–1737), pełniący ten sam urząd w latach 1721–37,
- Jerzy Wawrzyniec (1718–1788), dziedzic w Wicku, Jasieniu i Maszewie w 1756, marszałek sejmu lęborsko-bytowskiego w 1762, poborca w latach 1775–80,
- Jerzy Wawrzyniec II (ok. 1745–94), syn poprzedniego landrat okręgu lęborsko-bytowskiego od 1779, dziedzic Lędziechowa od 1784,
- Anton Christoph von Wussow (1724–99), dziedzic w Jasieniu, Mydlitach i Osówku, porucznik Pułku Piechoty von Pful, ojciec 24 dzieci,
- Otton von Wussow (zm. 1849), syn poprzedniego, kapitan dragonów na Śląsku, zdymisjonowany 1806, burmistrz Bytowa,
- Philipp Georg Hans von Wussow (1792–1870), z linii wickiej, brat poprzedniego, uczestnik walk w 1812, oficer sztabu generalnego, od 1842 adiutant przyboczny Fryderyka Wilhelma IV, od 1846 generał-major, głównodowodzący Korpusu Armijnego od 1857, generał piechoty od 1859, generalny adiutant króla od 1863, kawaler wielu orderów pruskich i zagranicznych, joannita od 1840,
- Botho Philipp Georg Hans von Wussow (1828–1891), syn poprzedniego, generał porucznik pruski.

Być może rodzina Ossowskich była wspólnego pochodzenia z Chynowskimi, ponieważ obie używały podobnego herbu.

## Herbowni
Ossowski (Osowski, Ossowsky, Wossow, Wossowe, Wossowski, Wussau, Wussow, Wussowen, Wussowski).
Istnieli też na Kaszubach inni Ossowscy, używający szeregu innych herbów. Pełna lista w haśle Ossowski.